# Cyphomella camelus
Cyphomella camelus är en tvåvingeart som först beskrevs av Jean-Jacques Kieffer 1925.  Cyphomella camelus ingår i släktet Cyphomella och familjen fjädermyggor. Inga underarter finns listade i Catalogue of Life.